# Мохаммед Рабії
Мохаммед Рабії (нар. 2 вересня 1993, Марокко) — марокканський боксер-любитель, бронзовий призер Олімпійських ігор 2016 року. Чемпіон світу (2015) та Африки (2015).

## Аматорська кар'єра

### Чемпіонат світу 2013
- 1/32 фіналу. Програв Еркінбеку Болотбеку (Киргизстан) 0-3

### Чемпіонат світу 2015
- 1/8 фіналу. Переміг Альберто Палметта (Аргентина) 3-0
- 1/4 фіналу. Переміг Джоша Келлі (Велика Британія) 3-0
- 1/2 фіналу. Переміг Ліу Вея (Китай) 3-0
- Фінал. Переміг Даніяра Елеусінова (Казахстан) 3-0

### Олімпійські ігри 2016
- 1/8 фіналу. Переміг Райтона Оквірі (Кенія) 3-0
- 1/4 фіналу. Переміг Стівена Доннеллі (Ірландія) 2-1
- 1/2 фіналу. Програв Шахраму Гіясову (Узбекистан) 0-3